# Новые стихотворения (Рильке)
«Новые стихотворения» (англ. Neue Gedichte) — сборник стихов Райнера Марии Рильке, опубликованный в 1907 (собственно «Новые стихотворения») и в 1908 («Новых стихотворений вторая часть») годах.

## Содержание
Исследователи отмечают, что «Новые стихотворения» — это не сборник стихов в классическом понимании, а скорее единый поэтический текст с выверенной композицией. Внутри него выделяются тематические циклы, основанные на библейском, античном и средневековом материале, есть стихотворения, которые обрамляют книгу в целом. Во второй части структура первой повторяется.

## Восприятие
По словам русского литературоведа А. Белобратова, «Новые стихотворения» ознаменовали собой «поворот от экстатической субъективности и эмоциональности к объективированному языку „стихотворения-вещи“, к изображению предметного мира в его замкнутости и одновременной сопричастности человеку».